# Serica tomiensis
Serica tomiensis är en skalbaggsart som beskrevs av Ahrens och Fabrizi 2009. Serica tomiensis ingår i släktet Serica och familjen Melolonthidae. Inga underarter finns listade i Catalogue of Life.